# Ćore
Ćore is een plaats in de gemeente Dvor in de Kroatische provincie Sisak-Moslavina. De plaats telt 48 inwoners (2001).